# Lorena Wolffer
Lorena Wolffer (México, 1971) es una artista y activista cultural mexicana. En su carrera ha implementado y desarrollado la temática de género, específicamente los derechos y la voz de la mujer en el arte. Su obra en general es de denuncia y una muestra para concientizar sobre la situación real, por lo que aborda la violencia de género, los estereotipos femeninos y los prejuicios sociales.
Wolffer ha destacado por su labor individual, no ha formado parte determinante de grupos, pero ha colaborado con diferentes artistas en varios puntos de su carrera y ha creado diversas intervenciones culturales con numerosos grupos de mujeres.

## Biografía
Su trabajo en el ámbito artístico empezó a principios de los noventa, época en que el performance empezaba a tener valor, tanto una legitimación institucional como un reconocimiento oficial en el país.
Wolffer ha organizado diversas exposiciones y eventos artísticos y culturales, debido a la importancia que le ha dado en su carrera a la promoción cultural. Wolffer comenta en una entrevista: “considero que mi labor como promotora de la obra de otros artistas, maestra de talleres y cursos, y escritora son tan importantes como mi propia obra.” Como promotora de arte experimental ha organizado eventos artísticos entre los que destacan: Terreno Peligroso/Danger Zone en 1995, Modas bordadas de sueños modernos en 1996, Señales de resistencia en el 2000, ¿Krimen urbano? en el 2001, [Re]considerando el performance en el 2003, Top Models Mazahuacholoskatopunk entre 2006 y 2007, entre otros. Por otro lado, ha impartido cursos, talleres y diplomados de arte en el Centro Cultural de España, el Centro Nacional de las Artes, la Escuela Nacional de Pintura, Escultura y Grabado "La Esmeralda" y la Universidad del Claustro de Sor Juana, Ciudad de México, entre otros. Igualmente ha impartido conferencias tanto en recintos nacionales como internacionales, ha dirigido programas de radio y televisión (como Caja negra) y sus textos han sido publicados en revistas culturales, periódicos y libros.
Además, Wolffer ha ocupado varios cargos de relevancia en el mundo cultural, ha sido cofundadora y directora del museo Ex-Teresa Arte Actual del Instituto Nacional de Bellas Artes entre 1994 y 1996, fue miembro del consejo Nueva Generación, Festival del Centro Histórico de la Ciudad de México entre 1998 y 2000, integrante del Consejo Editorial de la sección Cultura del periódico Reforma en 1999, fue asesora de la Coordinación de Difusión Cultural de la UNAM entre 2004 y 2007, fue miembro del Comité de Artes de la Universidad Autónoma Metropolitana entre 2010 y 2012, en el 2013 formó parte del Consejo de Cultura de la UNAM, entre otros puestos. Sin contar que desde el 2007 ha formado parte del Consejo Consultivo del Museo de Mujeres Artistas Mexicanas (MUMA) y desde 2015 ha formado parte del Consejo Curatorial de Ex Teresa Arte Actual.
Toda su labor fue desempeñada sin dejar atrás su propia obra, esta ha sido expuesta de forma frecuente, tanto nacional como internacionalmente, desde México hasta Afganistán, Argentina, Brasil, Canadá, China, Eslovaquia, España, Estados Unidos, Finlandia, Francia, Hungría, Reino Unido, República Checa, entre otros.
La importancia de la obra de Lorena Wolffer viene principalmente de su búsqueda por relacionar el arte y el activismo, en una lucha constante de resistencia para mantener su posición feminista. Su obra artística se basa principalmente en las construcciones sociales relacionadas al género, de manera que defiende los derechos de las mujeres. Su importancia también radica en la creación de varios proyectos- ya descritos en biografía- que manejan y relacionan diversos campos, desde la política, al museo, al espacio público y la televisión.
Su obra busca la concientización social, Wolffer muestra lo que ocurre en la vida cotidiana de muchas mujeres que sufren maltratos de forma física y mental, crítica los obstáculos en el trabajo y la explotación por la que es víctima la mujer, su rol en una sociedad generalmente vista como machista. Su obra parte de lo personal, casos relacionados en el ámbito privado, de forma que al mostrarlo y hacerlo denuncia, lo inserta en lo público para su reflexión, con la esperanza de generar un cambio.

Por ejemplo su obra, Evidencias es una instalación centrada en la temática de la violencia a la mujer en México. Este proyecto se compone por varias etapas, busca la denuncia y es descrito como “un sitio de encuentro, diálogo e intercambio entre y para nosotras”. Es un espacio que muestra objetos que representan las historias contadas por víctimas de cualquier tipo de violencia, hay desde cuchillos, vidrios y elementos que pueden ser usados como armas, hasta billetes, boletos de cine, vestidos y otros elementos que lucen inofensivos, con un origen y fin no dañino, pero que repercutieron de forma importante en casos de violencia. Es una muestra de denuncia que se divide en dos, primero la obtención de información, la búsqueda de diversos testimonios reunidos entre México, Querétaro y Tijuana, y la segunda fase que consiste en exhibir los objetos domésticos empleados para agredir a las mujeres. Cada objeto se acompaña de un testimonio que narra la historia detrás del objeto. 
…la violencia hacia las mujeres continúa siendo un suceso privado que (…) permanece al interior del ámbito doméstico. Frente a esta realidad, mi intención es señalar la violencia de género como un problema sociocultural que debe ser abordado, entendido y denunciado de manera pública. Además de revelar la sutileza y la "normalidad" con la que se ejerce la violencia hacia las mujeres.
Además de la búsqueda por reconocimiento también tiene propósitos de sanación, llegar en paz con estos eventos y cambiar la percepción en que se ven las cosas y la costumbre de dejar de lado tales sucesos de violencia. Su obra busca animar a las mujeres a protestar, a no dejarse amedrentar. Igualmente, Lorena Wolffer nos muestra una obra en el que su punto fuerte se encuentra en el proceso, el archivo y la investigación, no depende de un nivel estético sino el contenido y trasfondo de la obra.
Una de las estrategias utilizadas por Wolffer es ocupar las representaciones y las narrativas existentes en la vida cotidiana, pero que son generalmente ocultas o normalizadas por la cultura mexicana. De lo que más destaca en su obra es recopilar datos e historias verdaderas, para que estos sean expresados en medios menos tradicionales, como lo son la instalación, el performance, etc. y estos al hacerse visibles en el ámbito público, generen una reflexión. Su obra busca provocar a la gente para que haya un cambio en la sociedad. Hace más visible la violencia a la mujer, la trae a las calles para que no se quede encerrada en el hogar, por ejemplo, en uno sus performance “14 de febrero”, Wolffer entregó dulces a las parejas que veía en la calle, pero estos tenían frases en sus envolturas extraídas de diversos testimonios de mujeres agredidas. De manera que buscaba provocarlos y ver la reacción de cada pareja.
Su obra se maneja como una búsqueda de reconocimiento a la mujer y lo que tiene que vivir en la sociedad mexicana, comúnmente asociada por machista, para que en su reconocimiento se genere su respeto y un cambio social.

## Obra
Su obra se inspira de la vida cotidiana, de la televisión, hechos reales, etcétera. Por tal razón se suele llevar a cabo en espacios públicos, como calles o parques. Wolffer maneja su arte tanto con performance como instalaciones y arte en espacios públicos, pero el performance fue el medio destacado por el que Wolffer pudo llevar a cabo su deseo de inmediatez y de una confrontación directa con el público, pues implicaba una relación no mediada entre artista y espectador.
Su obra busca la transformación del cuerpo femenino de una manera que pueda abordar y comentar fenómenos sociales y políticos. Reconstruye su cuerpo como medio para buscar nuevos niveles de significación de manera que arme un nuevo discurso. Ocupa el cuerpo como escenario para resistir, lo inserta en un contexto histórico y geográfico. Cuestiona la mirada social, la masculina y redefine la relación sujeto-objeto. Por ejemplo, En Territorio mexicano, tradujo la actitud pasiva de los mexicanos frente la crisis económica y política del país mediante el acto de estar desnuda y recostada sobre una camilla de hospital, atada de pies y manos, mientras una bolsa dejaba caer gotas de sangre sobre su estómago por seis horas. Busca transformar el dolor en una acción que busca el cambio y la conciencia a través de la auto-tortura, pues al no hacer nada infringimos nuestro propio dolor.
En cuanto el cuerpo femenino y su estatus social, Wolffer habla del control que infringe el ideal de belleza y moda en los cuerpos femeninos. Dentro del discurso de la globalización, la belleza femenina se rige por una visión blanca, occidental, rica y sexista. En Báñate, el vínculo con la menstruación, es visto como una sustancia que ensucia, causa vergüenza y debe permanecer oculta. La medicina ha usado a las mujeres como enfermas, defectuosas, débiles, contaminantes, etc., por lo que Wolffer denuncia esta concepción social como algo desmedido.
En su quehacer incluye las representaciones y las narrativas de otros. En la intervención participativa en línea Diarias Global registra y visibiliza las nuevas realidades de las niñas, jóvenes y mujeres a partir de la pandemia por COVID-19. Producida desde el Museo Universitario Arte Contemporáneo y albergada en una plataforma digital, la intervención recoge fotografías de la vida transformada y las experiencias ocurridas durante la emergencia sanitaria de participantes que responden a un llamado global.

### Listado de obra
- Báñate: 1992
- Looking for the perfect you: 1993
- Accidente 14: 1993
- Las nuevas majas: 1993 a 1994
- Juntos y revueltos:1995
- Territorio mexicano: 1995
- If She Is Mexico, Who Beat Her Up?: 1997
- Alienation: 1998
- 1-800-Liposuction: 1998
- El problema es que pienses que mi cuerpo te pertenece: 2000
- Este es mi palacio y es totalmente de hierro: 2000
- Se busca/Wanted: 2001
- Mujer indígena: 2001
- ¿Dónde empieza lo público?: 2002
- Mientras dormíamos (el Caso Juárez): 2002
- ¿Quién contrata lo público?: 2002
- Soy la mujer de tu vida: 2002
- La belleza está en la calle: 2002
- Úteros peligrosos: 2005
- Voto anular: 2006
- Enmascarad@s: 2006
- El sexo oculto del dinero: 2007
- Zona de tolerancia: 2007
- Malgré tout: 2007
- Muros de réplica: 2008-2010
- Mapa de recuperación: 2008-2013
- La ropa sucia se lava en casa: 2009
- Réplicas: 2009
- Fe de hechos: 2010
- ® Testimonios de Tepito: 2010
- Nómbrala: 2011
- Conversando la violencia: 2011
- Si estas paredes pudieran hablar: 2011
- Maletas migrantes: 2012
- Recetas contra la violencia de género: 2012
- Evidencias: 2016
- Diarias Global: 2020-2021

## Reconocimientos
La artista ha sido merecedora de diversas becas, entre las que destacan la beca del Fondo Nacional para la Cultura y las Artes (Ciudad de México, 1999), el Sistema Nacional de Creadores de Arte, Fondo Nacional para la Cultura y las Artes (Ciudad de México, 2007 y 2012), entre otras. Igualmente, ha sido reconocida por varias instituciones con reconocimientos como la Medalla Omecíhuatl otorgada por Inumjeres DF en el 2011, el Commended Artist por Freedom to Create de Singapur en el mismo año y el Artraker Award for Social Impact en Inglaterra del 2014.